# Wohn- und Wirtschaftsgebäude Ostendorfer Straße 36

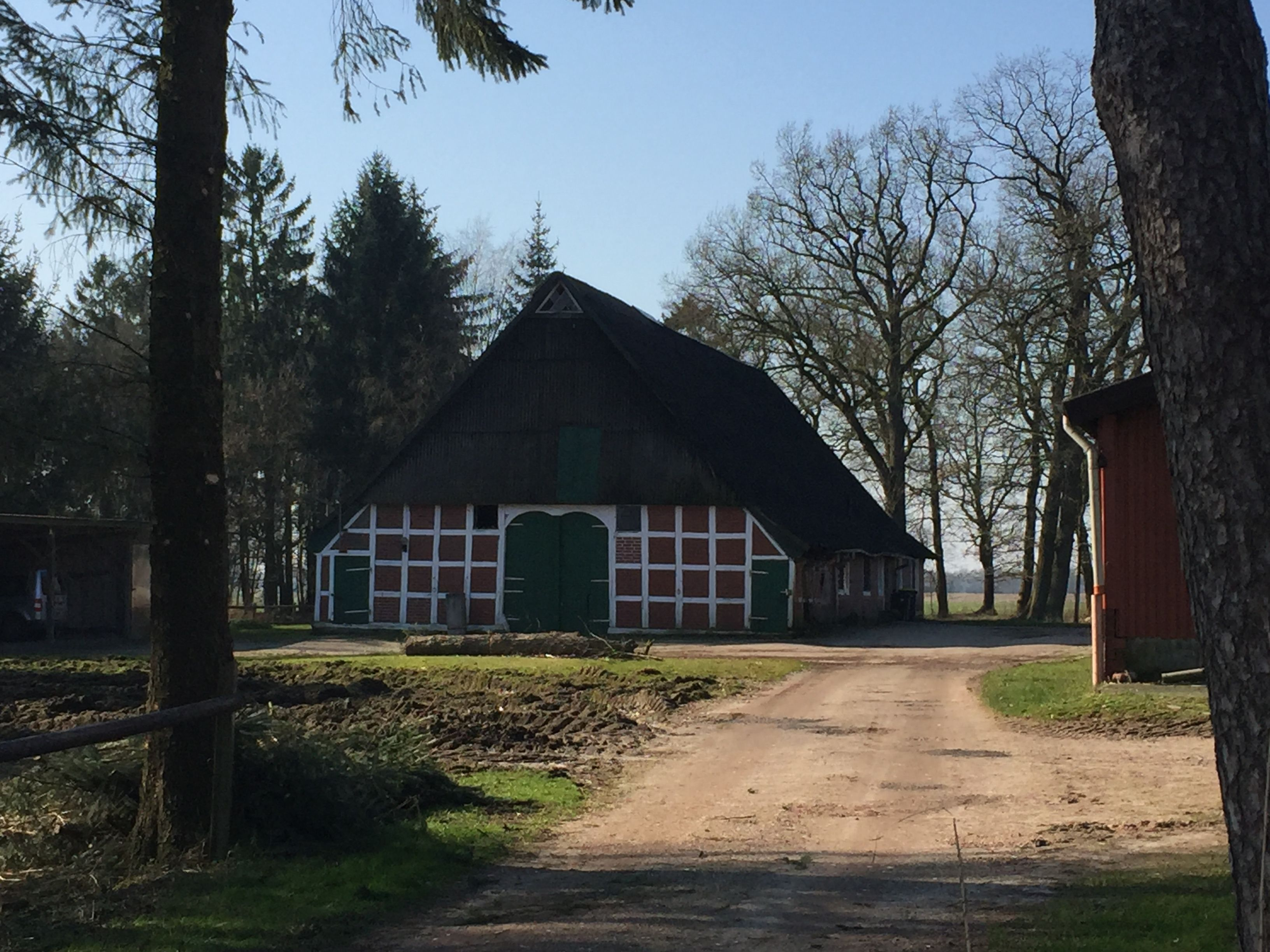
Ostgiebel (2022)

Das Wohn- und Wirtschaftsgebäude Ostendorfer Straße 36 in der niedersächsischen Stadt Bremervörde, Ortsteil Ostendorf, wurde zur Mitte des 19. Jahrhunderts gebaut. Aktuell (2025) wird es zum Wohnen und wohl landwirtschaftlich genutzt.
Das Gebäude steht unter Denkmalschutz (siehe auch Liste der Baudenkmale in Bremervörde).

## Geschichte und Beschreibung
Bremervörde war um 1000 Sitz der Wasserburg Vörde an der Oste und gehört zum Landkreis Rotenburg (Wümme). Ostendorf wurde 1764 im Zuge der Moorkolonisierung durch Jürgen Christian Findorff gegründet. Dabei wurde eine Reihe von Höfen westlich entlang der Ostendorfer Straße relativ einheitlich errichtet.
Das eingeschossige giebelständige zurückstehende Gebäude als Zweiständer-Hallenhaus in Fachwerk mit Steinausfachungen, Krüppelwalmdach mit Uhlenloch, Ladeluke und Grooter Door mit Doppelbogen wurde um 1850 gebaut.
Das Landesdenkmalamt befand u. a.: „… ein regionstypisches Hallenhaus der Mitte des 19. Jahrhunderts in Zweiständerkonstruktion ….“